# Muscourt
Muscourt é uma comuna francesa na região administrativa de Altos da França, no departamento de Aisne. Estende-se por uma área de 2,18 km². Em 2010 a comuna tinha 50 habitantes (densidade: 22,9 hab./km²).